# 五氯酚钠
五氯酚钠是五氯酚的钠盐，化学式为C6Cl5ONa，曾是一种广泛应用的消毒剂和杀真菌剂，由於其高毒性及低生物降解度，現時已愈來愈少人使用。它可由五氯酚和氢氧化钠在水溶液中反应制得。它和三苯基氯化锗或三苯基氯化铅在丙酮中反应，可以得到(C6H5)3M(OC6Cl5)（M=Ge, Pb）；它和三苯基二溴化锑在苯中反应，可以得到(C6H5)3Sb(OC6Cl5)2。它和氯气在四氯化碳中反应，可以得到2,3,4,5,6,6-六氯-2,4-环己二烯-1-酮。